# フレジャ・ベハ
フライヤ・ベハ・エリクセン（Freja Beha Erichsen デンマーク語読み:フラーヤ・ビヒャ・イヒクソン,1987年10月18日 - ）は、デンマーク出身のファッションモデル。IMG所属。
日本ではフレジャ、フレヤなど様々な呼ばれ方をされるが正しくは英語の炎fire「ファイヤ」に近い発音であり、カナ表記は“フライヤ”となる。

## 来歴
2003年、15歳の時コペンハーゲンの街を母と共に銀行に向かって歩いていたところ、偶然タクシーで通りかかったエージェントの目にとまりスカウトされる。
2004年、「高校の友達はバイトをしていたし、普通の事をするくらいなら」との動機でモデル活動を始め、モデル事務所のIMGと契約。
2005年、2月開催ミラノ・パリ秋冬コレクション（FW05）にてプラダ、ルイ・ヴィトンでランウェイ・デビュー。ミュウミュウのファーストルックを飾り、間もなくジル・サンダーやバレンシアガの広告に登場し話題となった。デビュー年にしてヴォーグ仏版の表紙を飾っている。
2006年、数多くのエディトリアルをこなし、ヌメロ、ヴォーグ誌の単独表紙を飾る。バレンシアガ、カルヴァン・クライン、H&M、Gapなどのキャンペーンに起用される。ランウェイに登場したショー出演数は年間140に達しジェマ・ワードについで2位だった。6月東京で開催されたルイ・ヴィトンショー出演の為、来日したことがある。
2007年、カルバン・クラインとグッチの香水CMに出演。エージェントの意向に反し、長い髪を大胆にも短く切り落とす。男性的であり女性らしい、両性の特徴をもつアンドロジナスブームの先駆けとなる容姿とクールな言動から第一次ブレイクを巻き起こし、モデル界の「The queen of cool」「反逆者」と形容され、アギネス・ディーンやイリナ・ラザレアヌに並ぶ個性派モデルの1人となる。
写真家兼デザイナーであるカール・ラガーフェルドに見出されシャネルの広告塔に抜擢。デザイナーの創作意欲を刺激する存在となったこの年、インスピレーションを受けたとしてジル・スチュアートがFrejaハンドバッグを発表した。以降、各デザイナーが「Freja」の名を冠した作品を発表するようになる。
2008年、日本版ヴォーグの初単独表紙を飾る。ジャンフランコ・フェレ、エンポリオ・アルマーニ、マウジーなどのキャンペーンを務める。クロエがFrejaクラッチを発表する。Dansk Fashion Awardsにおいてデンマーク最優秀モデル賞を受賞。
2009年、ELLE初単独表紙を飾る。シャネル、カール・ラガーフェルド、ロベルト・カバリなどのキャンペーンを務める。アレキサンダー・ワンからFrejaブーツ、ポリーニからFrejaバッグが発表された。10月パリ春夏コレクションシャネルのショーで披露したララ・ストーンとのキスが反響を呼ぶ。2年連続デンマーク最優秀モデル賞を受賞。
2010年、伊・仏・英・韓国版ヴォーグの単独表紙を飾る。イタリア版は高名な写真家スティーブン・マイゼルによって撮影され話題となった。デビュー間もない頃、未熟な被写体（フライヤ）に彼は突然帰宅を命じ、撮影がお蔵入りした経緯から共同の仕事は今後ないと思われていた。しかし、5年の歳月を経て、マイゼルから指名のうえ大規模な撮影を敢行、充分に成熟した被写体をカメラに収め、2人は伝説的な表紙を世に送り出した。宝飾ブランドハリー・ウィンストンはじめ、契約を交わした年間広告数は19本。日本のファッション誌SPURの表紙を飾り、特集が組まれたことから日本でも存在が認知されるようになる。
モデルサイト「Models.com」のモデル・ランキングで第2位になるなど第二次ブレイクを起こしたこの年、女性特有の肉体美の概念を根本から履がえしたとして非常に高く評価されたイネス・ヴァン・ラムスウィールド＆ヴィノード・ マタディン撮影のpurple誌2010年春夏号「NAKED」、カール・ラガーフェルド撮影2011年度版ピレリカレンダー「MYTHOLOGY 神話」にてフルヌードを披露した。ピレリでは知性と理性に充ちる美青年の太陽神アポローン、航海の守護神ポリュデウケース、アビー・リー・カーショウを妻役に吟遊詩人オルペウスに扮し、3役すべてにおいて男性の神を演じている。
2011年、3大メゾンルイ・ヴィトン、ヴァレンティノ、シャネルのキャンペーン制覇を果たす。カール・ラガーフェルド監督・脚本シャネルクルーズコレクション用の短編映画『The Tale of a Fairy』に性別不詳の妖精役として出演し、仏女優アナ・ムグラリスとのキスシーンに挑んだ。ヴァレンティノの香水CMに出演、良家の不良娘ヴァレンティナを演じた。スピード出世の末トップモデルとしての地位を確固たるものにし、3月FW11、10月SS12ともにパリ・コレクションにのみ登場、年末から半年間の休暇に入った。
2012年、これまでの多忙極まるスケジュールを緩和させるかのように5年にもおよぶシャネル広告塔から卒業し、雑誌・ファッションウィークを完全欠場、キャンペーン中心に仕事を厳選して活動。ヴァレンティノの香水Valentinaに続くValentina Assolutoのイメージモデル、クロエ、ヒューゴ・バイ・ヒューゴ・ボス、ZARAなどのキャンペーンを務めた。マニッシュな個性を持ち味にしてきた自身のキャリアにおいて初となるコスメ契約をメイベリンと交わし、新分野への開拓に関心が高まっている。

## 私生活

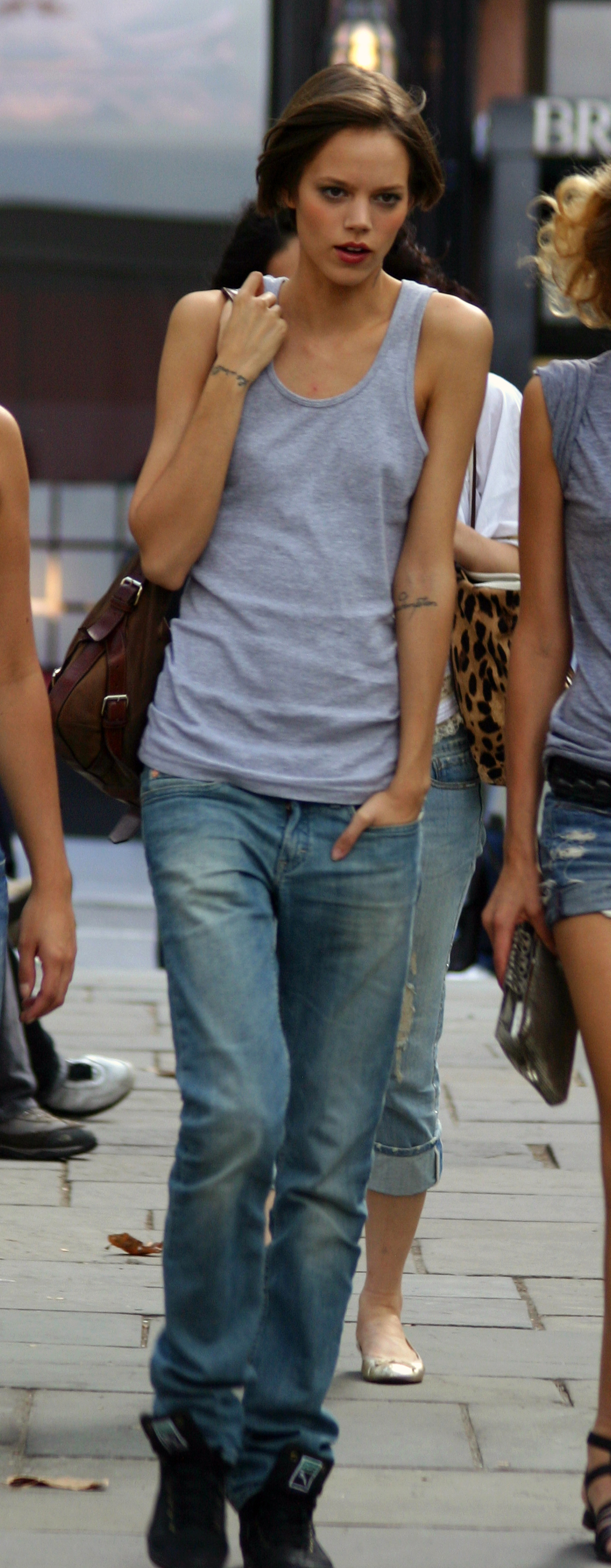
2007年

デンマーク最古の街のひとつロスキレにて法律家である両親のもと生まれる。両親の離婚により、1歳の時から母親と暮らし、7つ年上の兄は父親に引き取られる。週末は兄と共に、父と母の自宅を週替わりで過ごした。
子供時代は木登りや自転車競争を楽しむお転婆娘でロック歌手になるのが夢だった。メタリカのファンである兄とクラブに通いつめ、彼らの歌詞を聴いて成長した。
「デビューした翌年、プラダとミュウミュウの独占契約でミラノへ送られて、でも私の頭の中はいつだってメタリカが流れていた。服や業界人、ファッションへの興味は皆無だった」とSPUR誌に語るほどロック音楽をこよなく愛し、また激動の環境の変化に動じることなく他人事のように受け止めていた。
出身地ロスキレで行われるヨーロッパ最大の野外音楽祭「ロスキレ・ミュージック・フェスティバル」には毎年欠かさず行っている。ギターを5本、ピアノ、ドラムを所有し、ロックやブルースを演奏するのが趣味。かつてVマガジンの録音インタビューで歌声を披露したが本人曰く「シャワー中でさえ歌うべきじゃない」程の音痴だと謙遜している。好きな歌手はPJ ハーヴェイ、ジャニス・ジョプリン、ジェフ・バックリィ、ヤー・ヤー・ヤーズ、レッドツェッペリン、ローリングストーンズなど。
生活拠点はNYブルックリンである。
2011年12月、モデル業を充分やり遂げたと感じた時に表舞台から退く予定であることを示唆した。「仕事をするうえで目標を持つことは重要だと思う。私のは視覚的な意味も大きい。将来は小さな農場に数頭の馬、いくつかの楽器を持ち込んで、有機栽培の果物や野菜を育てて自給自足の生活をするつもり」。このインタビュー発言を最後に活動を休止したことから"突然の引退"が囁かれたものの半年の充足期間を経て活動を再開させた。またヘビースモーカーであったが喫煙を辞めることに成功したと復帰後に報告している。

## スタイル
16歳で初めてタトゥーをいれ、現在は16ものタトゥーを持つ。「タトゥーは簡単に隠せるし、仕事に支障はない」と発言している。「タトゥーを増やしていい代わりに髪だけは切らないこと」とエージェントと約束をしていたにもかかわらず、2007年夏にデビュー以降長かった髪を大胆にも短く切る。業界に固執せず、自分らしさを求めた行動がかえって本人の魅力を開花させた。
美青年のような性別を超越した中性的ルックス、クールで憂いあるロックスターのような存在はこれまでのスーパーモデルとは異質のオーラを放ち、多くの女性の心を鷲掴みにする結果となる。the Fashion Spot（tFS）モデル閲覧ランキングにおいてケイト・モスを抜いて第1位を記録し（58ヶ月連続トップ5入りを維持）、奇しくもトップへの出世コースを歩む事になったフライヤにエージェントからの叱責は無かった。
子供の頃からパンツスタイルを好み、私服は自分らしさと着心地の良さを重視し、決して流行を追わない。レザージャケット、スキニー、バイカーブーツなど全身黒色を基調としたシンプルかつロックスタイルが定番である。
ヘアースタイルにおいても、ファッションアイコンとして活躍する著名人が彼女のスタイルを取り入れるなど、男女問わず若者から支持されている。
好きなデザイナーはバレンシアガ、リック・オウエンス、ヘルムート・ラング、アレキサンダー・ワン。
普段のメイクアップについて、保湿スキンケアは行うが仕事以外での化粧は一切しない。

## 人柄
自身について「反抗的な面がある」と言うものの、性格は実にマイペースで理性的である。
休日は詩学の授業をとり、バルコニーの植物の手入れや食料品店での買い物、料理や洗濯、公園を散歩したり、ごく普通の生活を大事にしている。得意料理はチリ・ダークチョコレート。食べる事が好きで日に4、5回食事を摂り、一番の好物は母親の手料理。お酒は好まず二日酔いを体験したことがない。
第一線で活躍する同期は現在サーシャ・ピヴォヴァロヴァ1人だけという厳しい業界において今でも仕事がある自分は恵まれていると考えており、モデルを続ける意義について「単身で世界を飛び回ることで自立心が鍛えられ、協力し合うことで良い仕事ができる充実感、ものの見方も養えられ、人間的な成長ができる」とインタビューに答えている。
首に彫られたタトゥー『float』は「ストレスなく穏やかに、人生気楽に」という意味。「私はストレスを拒み続けてる。どんなに忙しくても、誰かが私に怒鳴っていようとも」。
モデルのアビー・リー・カーショウはこう評す「モデルとして刺激を与えてくれる。芯が強く、周りすべてがクレイジーな状況でさえ彼女は全く動じず冷静なの」。
貪欲なところはまったく感じさせないがボランティア活動には積極的である。「熱心にやっているつもりはないのに、街で声をかけられるとついつい何にでもサインしてしまうから、いつの間にかいろんな団体のメンバーになってしまっているみたい」。
2005年からマリ在住の少女のスポンサーシップを続けている。「私にとってはなんでもないような金額で、ひとりの子がご飯を食べられて学校に行けるのだから賛同しない理由は見つからない。とても可愛い絵を描いて送ってくれる」。母親が役員を務めるボランティア基金のポスターモデルを無償で引き受けたり、野生動物絶滅保護運動などのメンバーでもある。
2011年10月にはファッション業界に向け「Doctors Without Borders（国境なき医師団）」への寄付をアリゾナ・ミューズと共に呼びかけた。
2012年にクリスチャン・ブリルなどモデル仲間らとハリケーン・サンディの救済金を集めるチャリティーイベントに参加し、2013年に国境なき医師団の基金を集めるためデニムブランド「マザー」と共同制作のカプセルコレクションを発表。
また、多忙なトップモデルになってもなお変わらずファンの声かけに気さく丁寧に応え続ける誠実さを持ち、ファンを大切にするモデルとして知られている。
2011年、ファッション界の大御所カール・ラガーフェルドはドイツのトーク番組に出演した際、シャネルのミューズとしてフライヤの名を挙げている。「お気に入りのモデルがいる。私にとっては友人、あるいは娘のような存在だ。彼女の名はフライヤ・エリクセンといって、非常に人気がある。彼女以上の女性はいない。容姿においても人間性にしても申し分のない最良の女性でね、共に仕事をしなくなってもずっと友人でいつづけたいんだ」。

## 交友関係
2008年、モデルのキャサリン・マクニールと交際していたといわれている。
2011年7月、昨年から噂されるモデルのアリゾナ・ミューズとの交際をELLE.comが報じ以降、2人がペアで仕事を行う度に話題となった。真相についての明言はなく、2012年春に終止符が打たれたと伝えられている。
親交のあるモデル仲間はイリナ・ラザレアヌ、アギネス・ディーン、リリー・ドナルドソン、ラケル・ジマーマン、スネジャナ・オノプカ、イセリン・ステイロ、ハイジ・マウント、ララ・ストーン、アビー・リー・カーショウ、カルメン・ペダル、アリゾナ・ミューズ、ココ・ロシャ、サーシャ・ピヴォヴァロヴァ、同郷の男性モデルクリスチャン・ブリル、エディ・クリントなど。